# Gregorio Jover
Pour les articles homonymes, voir Jover.
Gregorio Jover Cortés, né à Teruel en 1891 et mort à Mexico (Mexique) le 22 mars 1964), est un anarcho-syndicaliste espagnol et un militant à la CNT connu dès le début du XXe siècle.
Durant la Guerre civile espagnole, il dirige plusieurs unités de l'Armée républicaine.

## Biographie

### Postérité
Oliver, Durruti et Ascaso sont parfois surnommés les « trois mousquetaires de l'anarchisme espagnol », qui eux aussi, étaient quatre, avec Jover.

## Notices
- Worldcat : notice.
- Dictionnaire international des militants anarchistes : notice biographique.
- L'Éphéméride anarchiste : notice biographique.
- René Bianco, 100 ans de presse anarchiste : notice.
- Estel negre : notice biographique.
- Fideus : notice biographique.
- Historias del poble nou : notice biographique.